# Calatañazor
Calatañazor je španělská obec v Sorii v autonomním společenství Kastilie a León. Nacházejí se zde ruiny středověkého hradu Castillo de Calatañazor, kostel Nuestra Señora del Castillo ze 13. století, dva poustevnické kostelíky, z nichž jeden je románský (Ermita de Soledad), a další drobné památky.

Mapa umístění